# Josep Agulló i Prats
Josep Agulló i Prats (Terrassa, 25 d'agost de 1846 - Barcelona, 14 d'agost de 1926) fou compositor, organista i mestre de capella. Músic molt prolífic, compongué més de cent peces de tots els gèneres, encara que solament publicà 20 preludis brillants i una romança per a piano.

## Biografia
Es formà a l'Escolania de Montserrat (1853-1863) amb el mestre Bartomeu Blanch i, a partir del 1867, amplià estudis al Conservatori de Santa Cecília de Roma, del qual en fou membre i mestre compositor honorari. A Terrassa, va ser organista i mestre de capella de l'església del Sant Esperit (1869-1873). El 1870 publicà el Tratado de armonia teórico práctico en forma de diálogo.  El 1872 fou nomenat membre de l'Acadèmia i Congregació Filharmònica de Catània. Tornà a Montserrat, on exercí com a mestre de música de l'Escolania. El 1873 marxà a Puerto Rico, on havia guanyat, per concurs, la plaça d'organista de la catedral de San Juan de Puerto Rico. El 1874 es casà amb Rosaura Casablanca.
El 1899, tornà a Catalunya, dedicant-se a l'ensenyament de la música i a la composició. Poc després, es retirà per dedicar-se a l'ensenyament fins al seu traspàs. Es conserven obres seves al fons musical de la catedral-basílica del Sant Esperit de Terrassa (TerC) i música impresa a la Biblioteca de Catalunya.